# 朴敬元

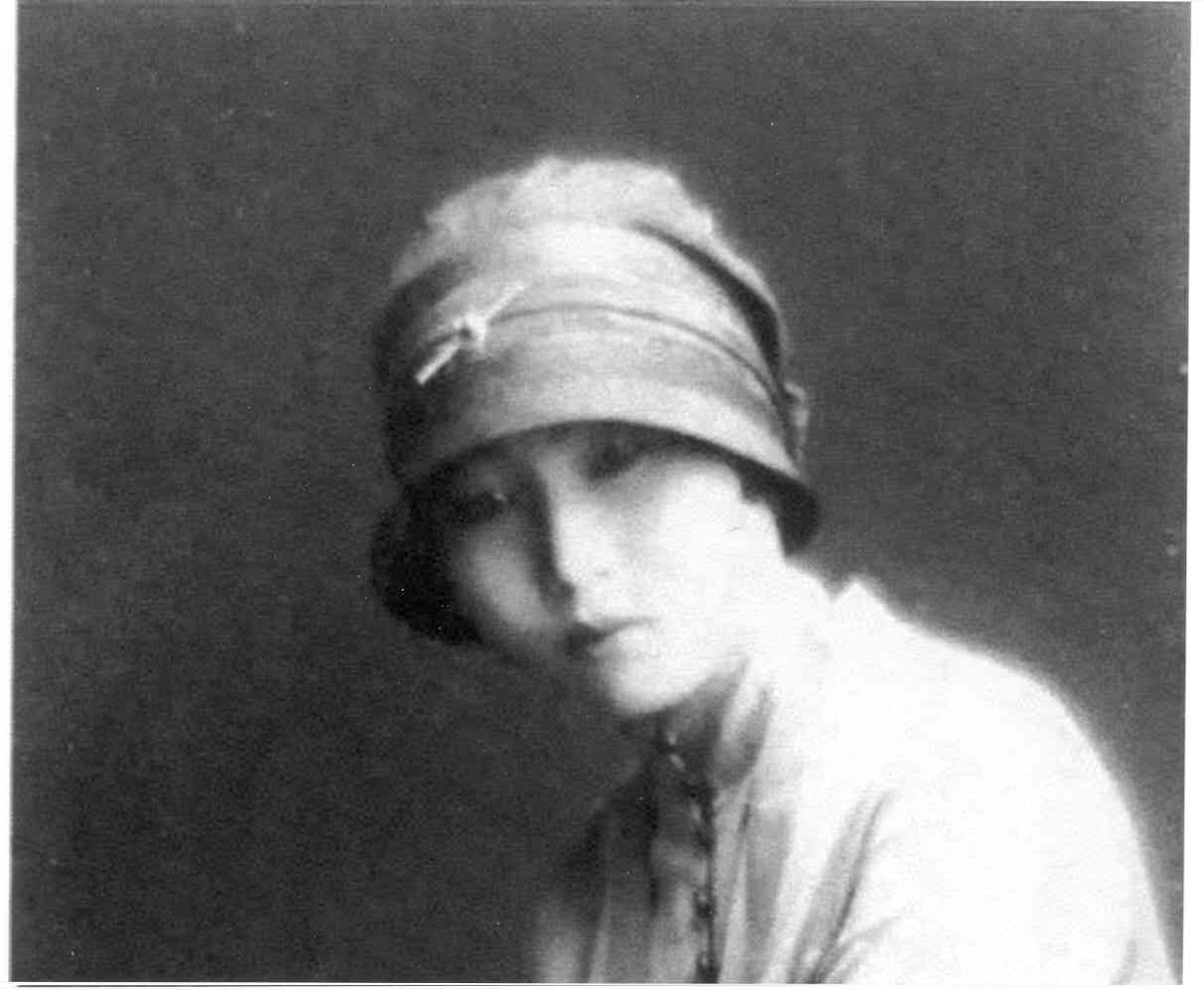
朴敬元

朴敬元（ぼく けいげん、パク・ギョンウォン、박경원、1901年6月24日-1933年8月7日）は、日本統治時代の朝鮮で日本の操縦士資格を取得した女性民間パイロット。女性初の日本海横断飛行に挑んだ。慶尚北道大邱出身。

## 経歴
家業は家具屋。1925年に訪日し、当時東京の立川にあった日本飛行学校に入学。飛行時間11時間で単独飛行をして1927年に3等操縦士資格、1928年には2等操縦士資格を取得する。逓信大臣であった小泉又次郎の後援を受け日朝親善飛行が決まり
、京城へ向かう計画が進められた。
1933年8月7日10時すぎ、女性初の日本海横断飛行に挑むため、サルムソン2A2型（複葉単発機）、通称「青燕」に搭乗し、羽田空港を官民多数に見送られ飛び立ったが、箱根を通過した時点で無線が途切れ、静岡県田方郡多賀村（現熱海市）にある玄岳の西側斜面、山頂より50ｍ下に墜落、死亡した。翌8日には多賀村や網代村の村民たちが総出で捜索、荼毘にふされた。墜落現場には慰霊碑が、また熱海梅園韓国庭園の一隅にも森喜朗内閣総理大臣と金大中韓国大統領による日韓首脳会談を機に「朴飛行士記念碑」が建てられている。
当時この事故は新聞紙上に大きく取り上げられ、多くの人々の悲しみを呼んだ。日本飛行学校校長の相羽有がまとめた追悼録に遺稿が2篇あり、またパイロットの西原小まつ、女優の森律子、航空関係者として日本航空輸送戸川政治常務、四王天延孝、久能司他が一文を寄せている。1974年8月7日に静岡県熱海市の医王寺において40年目の慰霊祭が行われると、日韓航空界のかけ橋となった朴をしのんで韓国女性航空協会を代表する金環梧会長をはじめ、同世代の女性パイロットに代わり及位ヤヱ日本婦人航空協会会長 (現・日本女性航空協会)、熱海市長、韓国大使館より蘇明沃武官ほか多くの参列者が集った。また事故から長年を経ても記憶に新しいと述べたり、60年を経てあらためて事故を振り返り、朴敬元に着目する書籍が発行された。

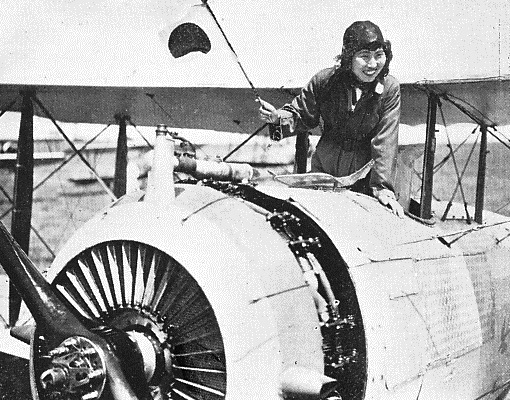
飛行機に乗り込む朴敬元
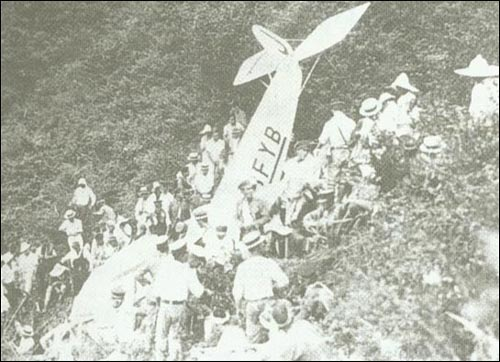
朴敬元機の墜落現場